# لا كالا ديل مورال
لا كالا ديل مورال هي مدينة وبلدة تابعة لبلدية رينكون دي لا فيكتوريا، وتقع في مقاطعة مالقة، بمنطقة الأندلس في إسبانيا. وهي جزء من منطقة أكساركيّا – كوستا ديل سول، وكما هو حال باقي البلدية، فهي مدمجة ضمن المنطقة الحضرية لمدينة مالقة. يحدها من الشمال بلدية توتالان على بُعد 10.8 كيلومتر، ومن الغرب مدينة مالقة، ومن الشرق بلدة رينكون دي لا فيكتوريا.
تحدّ البلدة من الغرب مجرى توتالان، ومن الشرق منحدر "إل كانتال"، ومن الشمال طريق A-7 السريع (طريق البحر الأبيض المتوسط)، ومن الجنوب البحر الأبيض المتوسط. تبلغ مساحتها التقريبية 2.33 كيلومترًا مربعًا، وبلغ عدد سكانها في عام 2021 نحو 16,103 نسمة. وكما هو الحال في العديد من البلدات والتجمعات السكنية في كوستا ديل سول، فإن التوسع العمراني جعل الحدود بين لا كالا ديل مورال ورينكون دي لا فيكتوريا غير واضحة، ليشكّلا اليوم نواة سكانية موحدة ومترابطة.
بدأت لا كالا بالتكوّن في أوائل القرن العشرين، حين بدأ الصيادون بالاستقرار فيها. وقد ساهم نمو السياحة في كوستا ديل سول، وتوسع مدينة مالقة، وقرب البلدة من العاصمة، في تحويلها إلى مدينة سكنية تابعة لها. محليًا، يُطلق على لا كالا ديل مورال اسم "لا كالا" فقط.